# 宇和島市立宇和海中学校
宇和島市立宇和海中学校（うわじましりつ うわうみちゅうがっこう）は愛媛県宇和島市下波にあった公立中学校。

## 沿革
- 1971年（昭和46年）4月1日 - 北宇和郡宇和海村内の6中学校（遊子、結出、蒋渕、戸島、嘉島、日振島の各中学校）を統合するため宇和海中学校を開校。
- 1973年（昭和48年）1月 - 校歌制定。
- 1973年（昭和48年）3月26日 - 島しょ部（蒋渕、戸島、嘉島、日振島）の生徒のための寄宿舎「はまゆう寮」完成。
- 1973年（昭和48年）4月1日 - 島しょ部を含めた実質統合がなされる。
- 1973年（昭和48年）5月29日 - 校舎落成式典。LL教室や音楽室など県内屈指の施設を誇る校舎。
- 1974年（昭和49年）4月1日 - 宇和海村が宇和島市と合併し、宇和島市立宇和海中学校となる。
- 1995年（平成7年）3月20日 - 体育館大規模改修（床材をコンクリートから木製とする）。
- 2014年（平成26年）
  - 3月 - 「はまゆう寮」が閉鎖される[1]。
  - 4月 - 日振島・戸島・嘉島の各小学校校区の進学先が宇和島市立城南中学校に変更される[2]。
- 2015年（平成27年）3月31日 - 宇和島市立城南中学校に統合され閉校。閉校式はそれに先立ち、3月22日におこなわれた[1]。

## 教育方針

### 教育目標
- 自ら求め、心豊かにたくましく生きる生徒の育成

## 校訓
- 健康…心身ともに健康な生徒
- 責任…責任ある行動ができる生徒
- 創造…主体的で創造力豊かな生徒

## 校舎
- 2階建て　校長室、職員室、事務室
- 4階建て　普通教室、保健室、和室、図書室、特別教室（LL教室、視聴覚教室、理科室、音楽室、美術室、工作室、家庭科室）
- 体育館、屋外25mプール
- 食堂
- はまゆう寮（2014年3月限りで閉鎖）

## 校歌
宇和島市立宇和海中学校校歌
作詞：内山直 / 作曲：笹田豊 / 制定：1973年1月

## 部活動

### 運動部
- 野球部
- 女子バレーボール部
- 卓球部

#### 過去にあった運動部
- 男子バレーボール部
- 陸上競技部
- 水泳部
- サッカー部
- 女子バスケットボール部
- 女子ソフトボール部

### 文化部
- 総合文化部

#### 過去にあった文化部
- 吹奏楽部
- 科学部
- 華道・茶道部

## 行事
- 6月 - 沖の島体験学習
- 9月 - 体育祭
- 11月 - 文化祭
- 1月 - 校内マラソン大会
- 2月 - 少年の日を祝う集い